# سلیف سانه
سلیف سانه (فرانسوی: Salif Sané‎؛ زادهٔ ۲۵ اوت ۱۹۹۰) بازیکن فوتبال اهل سنگال است.
از باشگاه‌هایی که در آن بازی کرده‌است می‌توان به بوردو، نانسی، هانوفر ۹۶ و شالکه ۰۴ اشاره کرد.
وی همچنین در تیم ملی فوتبال سنگال بازی کرده‌است.

## زندگی شخصی
سانه از والدینی سنگال در لورمون فرانسه به دنیا آمد. برادر ناتنی بزرگ وی، لامین سانه نیز فوتبالیست است.

## عملکرد باشگاهی
سانه که در لورمون متولد شد، دوران ابتدایی خود را در فوتبال باشگاهی در فرانسه برای بوردو، نانسی و نانسی دوم گذراند. در ژوئن ۲۰۱۲ سانه پیشنهاد باشگاه بلژیکی اندرلخت را رد کرد.
در ماه مه ۲۰۱۳ اعلام شد که وی در تاریخ ۱ ژوئیه ۲۰۱۳ به باشگاه آلمانی هانوفر انتقال می‌یابد و با این باشگاه قرارداد ۴ ساله امضا می‌کند. در تاریخ ۱۱ آوریل ۲۰۱۸، سانه اعلام کرد که در پایان فصل هانوفر را ترک می‌کند. اعلام شد که وی برای فصل ۲۰۱۸–۱۹ برای شالکه ۰۴ بازی می‌کند.

## عملکرد بین‌المللی
در سپتامبر ۲۰۱۲، سانه قصد خود را برای بازی در فوتبال بین‌المللی برای سنگال اعلام کرد. او اولین دعوت بین‌المللی خود را از سنگال در ماه مه ۲۰۱۳ دریافت کرد. او اولین بازی بین‌المللی خود را انجام داد و او در مسابقات مقدماتی جام جهانی فیفا بازی کرده‌است. در دسامبر سال ۲۰۱۴ او به عنوان بخشی از تیم اصلی سنگال برای جام ملتهای آفریقا ۲۰۱۵ انتخاب شد.
در ماه مه سال ۲۰۱۸ او در تیم ملی ۲۳ نفره سنگال برای حضور در جام جهانی فوتبال ۲۰۱۸ معرفی شد.